# NGC 3847
NGC 3847 (другие обозначения — NGC 3856, UGC 6708, MCG 6-26-23, ZWG 186.32, PGC 36504) — эллиптическая галактика (E) в созвездии Большая Медведица.
Этот объект занесён в новый общий каталог несколько раз, с обозначениями NGC 3847, NGC 3856.
Этот объект входит в число перечисленных в оригинальной редакции «Нового общего каталога».
В галактике вспыхнула сверхновая SN 2011ho типа Ia, её пиковая видимая звёздная величина составила 18,7.